# Ксерокс
 Тази статия е за американската компания.  За устройството вижте Копирна машина.  
Xerox Holdings Corporation (произн. [ˈzɪərɒks], Зиърокс, но в България е разпространено транслитерираното произношение Ксерокс) е американска корпорация, един от световните лидери в областта на печатните технологии и управлението на документи, пионер в масовото производство на копирни машини. Тя продава печатни и електронни документи и услуги в повече от 160 страни.
Седалището на компанията от 2007 г. е в Норуок, Кънектикът, като най-голямата група служители е базирана в района на Рочестър (Ню Йорк), където компанията е основана през 1906 г. Като голяма развита компания, тя неизменно попада в списъка от компании Fortune 500.
Xerox е пионер на пазара на копирни машини, започвайки с въвеждането на Xerox 914 през 1959 г. Името ѝ е дотолкова известно, че думата „ксерокс“ често се използва като синоним на „машина за фотокопиране“.
В началото на 2010 г. компанията закупува Affiliated Computer Services за 6,4 млрд. щ.д. На 31 декември 2016 г. Xerox отделя операциите си по обслужване на бизнес процеси, основно тези, придобити с покупката на Affiliated Computer Services, в нова публично търгувана компания – Conduent. Xerox се фокусира върху дейността си в областта на технологиите за обработка на документи и аутсорсинга на документи и се търгува на NYSE от 1961 г. до 2021 г. и на Nasdaq от 2021 г. насам.
Изследователите от Xerox и нейния изследователски център „Пало Алто“ са изобретили няколко важни елемента на персоналните компютри, като например графичния интерфейс на компютрите, компютърната мишка и настолния компютър. Концепциите са възприети от Apple Inc., а по-късно и от Microsoft.